# ماکسیم نداسکوف
ماکسیم نداسکوف (بلاروسی: Максім Юр’евіч Недасекаў؛ زادهٔ ۲۱ ژانویهٔ ۱۹۹۸) ورزشکار پرش ارتفاع اهل بلاروس است.